# 牛郎织女 (2009年电视剧)
《牛郎织女》是以民间神话传说《牛郎织女》大幅改编而成。由北京大都阳光影视文化有限公司和北京二十一世纪影音公司联合投资4000万人民币拍摄的35集大型古装神话电视连续剧。2007年10月14日开机拍摄，于2009年6月29日至2009年7月10日在央视8套黄金强档首播，2010年4月12日年代MUCH台台灣首播。

## 本作概要
- 此部电视剧是跳水运动员—田亮的初演作。本剧采用了当代最先进的电脑特效打造而成，努力的使本剧成为现代国产影视剧的里程碑，本剧所运用的电脑特效所创造出气势磅礴，天马行空等不可思议的壮观景象。电脑特效总时长在两万秒左右，由于是神话剧，所以大副的展开丰富的想像，创造出了真人与CG共同展现于画面中的气氛，具有好莱乌电影的风格。

- 本剧的剧情具有丰富的想像力，将两至三个远古神话联合到一起，外加时尚风格编写而成。此次但任本剧编剧的是《天下第一楼》、《新白娘子传奇》等热播剧的剧作家—何冀平，其它影视公司的片商原本是以一度压价为每集2万元人民币的低价收购何冀平的剧本，何冀平当时并没有答应，后来担任本剧的制作公司得到此消息后看了该剧本，才觉得该剧本写得引人入胜又带有浓厚的人情味，公司一度商议后决定以每集8万元的片酬收购了何冀平的剧本。现在何冀平的身价堪比于田亮。

- 本剧原本预计于2009年6月18日在央视8套黄金强档首播，由于本剧有注水（谣言本剧为40多集）的嫌疑而遭到央视的封杀与枪毙。本剧已被李亚鹏所主演的《关中枪声》所替换播出。后因不明原因决定于6月29日首播该剧。

- 名义上本剧只有35集，央视8套也只播出了35集，可实际上该剧有38集，可能在该剧还在注水状态时，因不明原因被公开播放。

## 剧情内容
话说天地三界，上有天庭，中有人间，下有鬼域。天庭里没有花开花落，没有四季，没有饮食男女，没有生老病死，神的生活寂寞无聊，没有任何娱乐，衣服全是千年一式。天神都很天真，甚至有点傻，除了尊贵的神，其它神没有家庭亲眷，兄弟姐妹，也没什么感情。
玉皇天帝和王母有三个女儿，大女儿斯冰，是掌管冰雪的女神，她性情暴虐偏执，动不动就施法惩罚别人，众神都对她敬而远之。二女儿旱拔，其貌不扬，却是个花痴，整天追逐男神，众神都对她避之不及。三女儿丝音是玉帝最小的女儿，也是玉帝和王母最疼爱的女儿，她生性活泼，清纯可爱，人见人爱，对人间诸事都很好奇。
西天王是天上的另一股恶势力，因为早年积怨，为报复玉帝劫走了丝音，险些引发一场天战。谁料在这场天战中西天王的独子火神祝融阴差阳错，鬼使神差地与玉帝大女儿斯冰相恋起来，一场天战成了一场大婚。偏偏丝音不小心将成就斯冰大婚的“问心果”跌落人间，她来到凡间离天庭最近的地方—“天尽头”寻找“问心果”，在这里巧遇了牛郎。
牛郎是刘老儿家的二儿子，刘老儿偏爱好吃懒做会耍心眼的长子大郎，什么苦活累活都让牛郎来干。他家有一口老祖宗留下的古井，这口井是全村人的饮用水源，所以刘老儿一家在“天尽头”也算是小康之家了。村里很多人家都想把女儿嫁到他家来当媳妇，村里最漂亮的姑娘凤凰一家也在打他家的主意。七月初七，天尽头的相亲大会上，凤凰本来设计相中了牛郎，却阴差阳错跟大郎拜了堂。
天梭是织女的工具和跟班，它将牛郎要和凤凰成婚的消息告诉织女后，织女想尽办法下了凡间，但玉帝要求她必须尊重仙界的七戒，违背的话将被逐出仙界。织女在凡间安了家，得知牛郎并未与凤凰结婚后，二人逐渐产生情感，排除千万阻碍，终于在相思树下结为夫妇。
对他俩的婚姻，凤凰非常妒嫉，百般刁难他们，但还是被织女的聪慧化解，织女还把织丝的技术传到人间，从此天下有了五彩丝绸。织女和牛郎生活美满，但玉帝王母却并不知道。织女为人大方，不计小节，却不留神得罪了日日监视着他们的灶王。他将织女与凡人成婚的消息传到天庭，王母命天兵天将把织女召回，织女不舍得离开牛郎。王母决定惩罚人类，她命土地带瘟疫下界。灶王偷偷把病毒撒在刘家的水井里，瘟疫很快流行开，天尽头的人全病了，牛郎也不例外，只有织女没有感染。乡民受凤凰女和大郎挑拨决定赶走织女，牛郎也与织女决裂。
伤心的织女被赶出天尽头后上不能返回天庭，下不能投胎为人，连鬼域都不接纳。这时，织女遇到一直暗恋自己的水神夏禹的儿子夏炎，他帮织女降水解救了天旱。乡民欣喜若狂，终于被织女感动，奉织女为救星，修建织女庙。一度对爱人失去诚信的牛郎，悔恨非常，自觉无颜面再见织女。织女虽受爱人冷落，但终究还是喜欢牛郎，在牛哥的说合下，二人重归于好。
斯冰看到织女和牛郎又过上了美满幸福的日子，怒火中烧，撺掇丈夫祝融用天火为害民间，被夏炎和牛郎阻止，天火熄灭后，祝融也死了，这一下可惹怒了西天王，他抓走夏炎和织女。夏炎为救织女，自刎而死。终于搅起天庭大战，同时也揭露了一个秘密，原来丝音不是王母所生，而是玉帝和西天王爱妃瑶姬的私生女。王母暴怒，逼丝音与玉帝断绝关系，不准再返回天庭。并加重罚条：不可生儿育女，如生儿女，三岁将死的恶毒咒语。织女誓不做天神，绝决下凡而去。
因为王母的戒条，织女一直不敢生孩子。有了身孕就找送子娘娘送给别人。但牛郎特别喜欢小孩子，织女为了爱郎，冒险生了一对儿女，一对龙凤胎可爱漂亮，聪明之极，人见人爱，牛郎一家人其乐融融。就在爱儿三周岁的前一晚，看着天真可爱，呀呀学语的孩子天亮就要死去，织女再也瞒不下去，她吐露真情，向牛郎告别返回天庭。织女走后，牛郎决定要带着一双儿女上天庭找织女回来。仗义的牛哥一头撞死，用自己的皮制成飞天毯，让牛郎挑着两个孩子，直追到南天门。
王母忌恨织女，这个玉帝和瑶姬生下的女儿，坚决不准放牛郎进天门，还要处死他们一家。瑶姬为了女儿丝音，跳下天涯。瑶姬一死，惹怒了西天王和玉帝，王母迫于无奈只得免去死令，但用头簪划下天河，隔断牛郎织女两夫妻相见。善良的天神感动于他们的真情，想法迫使王母允许他们夫妻一家人七日隔河见一次面。此事被做事不负责任的喜鹊传错话，说成，允许他们每年七月七日见一次面。喜鹊自知多嘴坏了大事，为了弥补过错，唤来天下喜鹊，用头顶上最结实的一点羽毛，搭成鹊桥，每年七月七日，让织女一家四口在鹊桥上相会。牛郎和织女苦候着每年七夕的相会。为了支持他们，天下人把这一天定做为情人节，祝福天下所有有情人。久而久之，苦候在河边等七夕的牛郎和两个孩子，化为牵牛星，与他深爱的织女星遥遥相对，光照天地间，他们发誓永世不分离的爱的誓言，终于实现。

## 角色介绍
| 演员   | 角色   |
| ------ | ------ |
| 田 亮  | 牛 郎  |
| 安以轩 | 织 女  |
| 秦 汉  | 玉 帝  |
| 宋 佳  | 王 母  |
| 午 马  | 刘老儿 |
| 孙 兴  | 灶 王  |
| 陶慧敏 | 瑶 姬  |
| 马恩然 | 周公晋 |
| 颜世魁 | 西天王 |
| 修宗迪 | 月 老  |
| 马书良 | 周吉祥 |
| 杨渝渝 | 旱 拔  |
| 张 澍  | 斯 冰  |
| 冯 砾  | 大 郎  |
| 程 五  | 祝 融  |
| 郝柏杰 | 夏 炎  |
| 丁梦雨 | 凤 凰  |
| 周士尧 | 天 梭  |

## 用语解说
天尽头
问心果
问心园
毕波岩
九重云崖

## 职员列表
- 出品人：刘建民
- 总策划：刘建民、苏和巴图、杨安国、林泓富
- 总监制：阎学谦、崔凌
- 责任编辑：安宁
- 责任制片人：林威
- 策划：刘思学、张宏
- 编剧：何冀平（香港）
- 美术指导：霍廷霄
- 作曲：方鸣
- 特技导演：张升
- 制片人：赵学华
- 执行制片人：李晓玲、闫琪臻、丁为民
- 总制片人：崔凌、梁华
- 导演：鞠觉亮（香港）
- 演员统筹：李晓玲
- 制片主任：颠小革
- 统筹：于晓杰
- 剪接：大都阳光剪辑组
- 发行人：丁为民
- 音频制作：北京动力高清数码影视科技有限公司
- 特技制作：北京正通亿和文化艺术交流有限公司
- 技术支持：北京中视北方影像技术有限责任公司
- 法律支持：北京尚格律师事务所
- 鸣谢：甘肃景泰黄河石林风景旅游区管理委员会、北京视野创造艺术设计有限公司、新浪独家网络支持
- 发行许可证：(京) 剧审字 (2009) 第001号
- 制作许可证：乙第01235号
- 联合出品：北京大都阳光影视文化有限公司、北京二十一世纪影音公司

## 電視劇歌曲
| 曲序 | 曲目                     |        | 作曲 | 演唱   |
| ---- | ------------------------ | ------ | ---- | ------ |
| 1.   | 《等你万万年》（片頭曲） | 阮晓星 | 方鸣 | 毛阿敏 |
| 2.   | 《忆相逢》（插曲）       | 阮晓星 | 方鸣 | 钱琳   |
| 3.   | 《天尽头》（插曲）       | 阮晓星 | 方鸣 | 陆川   |